# Brunswik (Kiel)
Brunswik ist der Name eines Stadtteils im zentralen Bereich der Stadt Kiel. Der Stadtteil zählt 6498 Einwohner (Stand 31. März 2024). Er umfasst die Arkaden der Holtenauer Straße, das Amt für Informationstechnik, das Finanzamt Kiel, die Kieler Gelehrtenschule mit der St.-Andrews-Halle sowie auf dem Campus des UKSH die Medizinische Klinik, die Hautklinik, einen Teil des Neurozentrums und die Rechtsmedizin. Angrenzend befindet sich das Ministerium für Schule und Berufsbildung. Außerdem befinden sich im südlichen Teil zahlreiche Grünflächen. Der nördliche Teil ist eher von einer großstädtischen Wohnbebauung geprägt. Neben dem Gymnasium befindet sich die Landesberufsschule Photo+Medien Kiel.

## Geschichte
Der Name Brunswik tauchte erstmals im Jahre 1350 auf. Es wird aber vermutet, dass der Flecken Brunswik älter als die Stadt Kiel selbst ist. Am 1. April 1869 wurde das Dorf in Kiel eingemeindet. Das Kieler Stadtgebiet wuchs um 277 Hektar. Mit dem Dorf wurde gleichzeitig die Brunswiker Flur eingemeindet. Das Gesamtgebiet umfasst in etwa die heutigen Stadtteile Brunswik, Blücherplatz und Düsternbrook. Die drei kleinen Gebiete innerhalb der Brunswiker Ländereien kamen kurze Zeit später dazu. Am 2. März 1871 wurde das etwa acht Hektar große  Kieler Schloss inklusive  Schlossgrund und am 1. Oktober 1873 wurden die ca. 32 Hektar großen Gehege Düsternbrook und Düvelsbek eingemeindet.

## Stadtteilgrenzen
Der Stadtteil Kiel-Brunswik hat derzeit (2009) folgenden Grenzverlauf – im Norden beginnend und im Uhrzeigersinn fortfahrend: Die Grenze bildet im Norden die Waitzstraße, sie verläuft dann im Osten entlang des Forstwegs, des Niemannswegs, des Schwesterngangs und der Feldstraße bis zur Brunswiker Straße. Im Süden verläuft die Grenze entlang der Brunswiker Straße, dem Dreiecksplatz, der Holtenauer Straße und des Lehmbergs. Im Westen bildet der Knooper Weg die Grenze. Die Holtenauer Straße 2–104 und 19–85 gehören zum Stadtteil Brunswik.